# Cálculo tensorial
O cálculo tensorial é o ramo da matemática que lida com transformações gerais de coordenadas entre dois diferentes sistemas de coordenadas.
Pode-se dizer que o cálculo tensorial lida com generalizações de conceitos compreendidos sob os seguintes aspectos:
1. Amplia a noção de derivação para espaços cujos sistemas de coordenadas associados sejam curvilíneos ou não homogêneos.
2. Estende as noções de escalar e vetor para entidades geométricas de mais alta ordem (tensores de ordem maior)
3. Generaliza as noções de escalares e matrizes. Escalares são entidades sem índice, matrizes coluna ou matrizes linha são equivalentes a vetores e são caracterizados por um só índice (não redundante) e matrizes retangulares em geral (e quadradas em particular) são entidades caracterizadas por dois índices.

Pode-se dizer que o cálculo tensorial é o cálculo diferencial absoluto, nos termos como foi definido por Gregorio Ricci-Curbastro e Tullio Levi-Civita. 
A noção de tensor aparece nos estudos de mecânica analítica, relatividade, eletromagnetismo, mecânica dos sólidos e mecânica dos fluidos.

## Mudanças de coordenadas
O cálculo tensorial lida com a noção de tensor. Para entendermos o que vem a ser um tensor, vamos supor um ponto localizado por N coordenadas, ou seja, está definido a N dimensões:
- em um sistema de coordenadas definido por (x1,x2,x3...xN):

- em um sistema de coordenadas definido por (x'1,x'2,x'3...x'N):

### Escalar
Um escalar é um invariante sob quaisquer mudanças de coordenadas. Exemplos de escalares são a temperatura, a densidade, a massa e o volume. Os dois primeiros são exemplos de grandezas intensivas, ou seja, que não dependem das dimensões do sistema. Já os dois últimos são grandezas extensivas, quer dizer, dependem das dimensões do sistema. De qualquer jeito, os escalares não dependem dos sistemas de coordenadas pelos quais se localizam os pontos onde se definem os escalares, dependem apenas das posições dos pontos (para grandezas extensivas, estas não são localizáveis, no sentido em que se aplicam a todo um corpo, e não a pontos quaisquer)
Matematicamente, pode-se colocar a noção de invariância dos escalares da seguinte forma. Sejam
respectivamente o valor do escalar E nos referenciais 1 e 2.
Daí, temos a seguinte igualdade:
Simples como possa parecer (e realmente é) a definição formal de invariância dos escalares é uma pedra de toque na procura de grandezas invariantes, buscando assim leis físicas e simetrias físicas.

### Vetor
O conceito mais simples de vetor é um segmento de reta orientado, associado a uma ênupla de números, correspondendo a suas coordenadas, que obedecem aos postulados de um espaço vetorial. As operações básicas de um espaço vetorial são a soma de dois vetores e a multiplicação de um vetor por um escalar. Junte-se a isso a operação do produto escalar e temos o suficiente para definirmos um espaço vetorial como uma estrutura algébrica fechada.
Dentro do formalismo matemático dos tensores, um vetor é dado da seguinte forma:
- é toda entidade matemática V que obedece os postulados que definem um espaço vetorial {\displaystyle \mathbb {V} }
- é todo conjunto de N quantidades {\displaystyle v^{i}\left(x^{1},x^{2},x^{3}...x^{N}\right)} que se transformam  em N quantidades {\displaystyle v'^{i}\left(x'^{1},x'^{2},x'^{3}...x'^{N}\right)} segundo as relações:

{\displaystyle v^{j}=\sum _{i=1}^{N}{\frac {\partial x'^{j}}{\partial x^{i}}}*v^{i}}
para vetores contravariantes
e
{\displaystyle v_{j}=\sum _{i=1}^{N}{\frac {\partial x'_{j}}{\partial x_{i}}}*v_{i}}
para vetores covariantes
A noção de contravariância e a noção de covariância para um vetor podem ser delineadas da seguinte forma:
Para um vetor localizado em um sistema de coordenadas oblíquas, poder-se-ia perguntar: "Para esse vetor, quais são as projeções válidas para um vetor numa situação dessas? Será que definir projeções para sistemas de coordenadas oblíquas tem algum sentido?"
Na verdade, ambos os tipos de coordenadas são igualmente bons para se descrever um ponto num sistema de coordenadas oblíquo. Acontece que os dois são idênticos quando se tem um sistema cartesiano retangular.
As coordenadas contravariantes, indicadas pelos índices superiores (sobrescritos) são as coordenadas que se obtém pelo traçado a partir do ponto considerado P paralelamente aos eixos. Por outro lado, as coordenadas covariantes, indicadas pelos índices inferiores (subscritos) são as coordenadas que se obtém pelo traçado a partir do ponto P atingindo os eixos perpendicularmente a esses eixos.

### Tensor
A palavra tensor abrange dois aspectos:
- um aspecto particular, que engloba os tensores de ordem igual ou maior que dois
- um aspecto geral, que abrange os tensores de todas as ordens, incluindo os de ordem zero (escalares) e os de primeira ordem (vetores)